# 李英夫
李英夫（1908年6月30日—1991年5月4日），曾用名李广荣，辽宁奉天（今沈阳）人。中华民国陆军少将。日本陆军士官学校第二十期步科。曾任中华民国国民革命军陆军第三十五军参谋处长，绥远国民兵第二旅旅长，第七集团军总部少将处长，绥远省战地总动员委员会参谋长等职。抗战胜利后任河北省政府保安处副处长，和河北省保安司令部参谋长。中华人民共和国中国人民政治协商会议北京市委员会第一至五届委员，中国人民政治协商会议第六届全国委员会委员。

## 生平
1908年6月30日生于奉天清朝没落官宦家庭。1923年加入张学良主办的东三省军士教导队和东北陆军讲武堂，1924年由中国奉系军事将领郭松龄选送入日本陆军士官学校学习。
1925年10月，李英夫在日本东京牛込区成城学校（东京振武学校）就读期间，收到郭松龄电令，与另外九名同学回国参加要求张作霖下野的郭松龄率领的兵变，任营长。同年11月22日战役开始，12月24日郭松龄兵败被俘后遇害。
1926年初李英夫获得冯玉祥将军资助，再次前往日本东京继续学业。中国留日学生总会在日本东京中华青年会举行追悼郭松龄夫妇及阵亡的东北国民军将士大会。李英夫作为郭松龄的部下致悼词，日本著名社会活动家宮崎龍介也与会讲话，痛斥日本军阀的罪恶。
同年李英夫考取日本陆军士官学校第20期。求学期间接触到左翼文化人士和共产党员，阅读日文版马列主义书籍，同时在神田区中华留日基督教青年会参加各种爱国活动，与同学舒玉璋等人秘密加入共产党。
1928年因反对日本出兵山东，制造“五卅惨案”，与苏开元等其他同学离日返国参加北伐战争，到南京国民政府面见何应钦。
1929年由张学良介绍，与苏开元、李大超等日本陆军士官学校同学一起接受时任天津警备司令的傅作义邀请，任中校参谋，分担军事教育训练。
1930年参加冯玉祥、阎锡山反对蒋介石的中原大战。李英夫在战役中作出很大贡献，迅速得到傅作义的信任和重用，成为傅部“三杰”之一。
1931年6月17日晋绥军被改编为四个军：第三十二军（商震）、第三十三军（徐永昌）、第三十四军（杨爱源）、国民革命军第三十五军（傅作义）。李英夫出任七十三师参谋处长。1932年阎锡山把晋绥军每师增编一个旅，李英夫任七十三师参谋处长。
1931年11月，以中华人民共和国成立后担任北京市公安局局长和北京市副市长等职务的冯基平为首的东北流亡学生反日救国宣传队一行十一人，由北平到达绥远进行抗日救国宣传工作，李英夫与他取得联系，介绍苏开元与他认识。后又将冯基平从北平带来的中国共产党宣传材料，传递给苏开元阅读。。
1934年初，傅作义委派时任参谋处长的李英夫与盗掘慈禧和乾隆皇帝东陵珍宝的孙殿英部联系，监视其缴械。
1935年秋，为与日本在绥远设立的特务机构交涉事项，绥远省政府设立“临时机构”特事室，李英夫任主任，专门与日本特务机关联系。
1936年，日本关东军在绥远省首府归绥（今呼和浩特）设立特务机关，机关长为羽山喜郎。傅作义为应对此特务机关，任命参谋处处长李英夫为绥远省政府保安处处长兼省府特工组组长。
同年8月羽山喜郎通知绥远省政府，关东军参谋长板垣征四郎第二天到访。羽山喜郎告知李英夫“板垣将军此来，对日中问题将作最后决定。”次日下午，板垣征四郎乘坐关东军专机，与大佐加藤章等人抵绥，日语流利的李英夫和时任绥远省政府秘书长的曾厚载代表省政府到机场迎接。板垣征四郎一行先至羽山喜郎住宅后到省政府拜会。傅作义在绥远省政府会客室接见板垣征四郎和同来的两名日军大佐以及羽山喜郎，李英夫参加谈判兼任翻译。
1936年11月，日伪军侵犯绥东，绥远抗战的第一场战役红格尔图战役爆发。绥军驱走日伪军，收复失地。羽山喜郎在傅作义部队进攻前，曾在醉酒后向李英夫表示察北军队进攻绥东，或系某部军人邀功的行为，天津驻屯军颇不赞同此事，傅作义可以出兵与之交战。李英夫立即向傅作义汇报，分析羽山喜郎态度为何与伪军相左。直至战事结束，羽山喜郎始终无反对言语。关东军为此事深责羽山喜郎，认为是他重大失职，自此他的工作受到严重影响。
1936年12月15日西安事变后，傅作义接获张学良电报，得知详情。傅从电报中感觉张学良和杨虎城没有杀害蒋介石意图，决定亲赴西安。计划劝说张、杨放蒋回南京，又打算请蒋对张、杨既往不咎。为迷惑日本关东军，他与李英夫商议，通过李英夫向羽山传递信息，傅将前往太原见阎锡山，听从阎的指示，让关东军放心。
1937年七七事变爆发后，成立国民革命军东北挺进军绥远省国民兵三个旅，李英夫任二旅少将旅长，兼任傅作义副官长。
1937年8月24日，周恩来、彭德怀和徐向前等三人到达大同会见傅作义，李英夫参加会谈，会后负责送走他们。
1939年12月至1940年4月在绥远省中西部与日军进行的绥西三战役。抗战初期，绥远空虚，李大超带领绥远国民兵团移驻包头，以国民兵团为基础，成立绥远游击军。李大超任游击军司令，副司令是马秉任，李敬任参谋长。李英夫从山西返绥，重新编组游击军。
1940年5月，傅作义组建“省战地总动员工作委员会”，傅任主任，李英夫任参谋长且负责主持工作。战工会的主要任务是与伪军秘密联系，对伪军进行分化、策反或者争取；搜集日军军事情报；在日军侵占区成立政权；派遣游击县长开展活动；指挥各游击部队深入日军占领区，发展和扩大游击区，打击日军，是反法西斯战争中国战区抗战工作一部分。1944年秋后改组战工会，增设常务委员会和几个工作区。常务委员会的委员全部由主任委员傅作义指定，李英夫任常务委员兼东北区副主任。
1945年8月任第12战区司令长官部（司令长官傅作义）高级参谋兼绥远省战地工作委员会参谋长。同月31日前往大同协调接受日本投降事务。
1947年3月调任张垣绥靖公署高级参谋。同年12月出任河北省政府保安处副处长兼全省保安司令部参谋处处长。
1948年8月任河北省保安司令部参谋长。在此期间掩护共产党地下工作者，让已是共产党员的傅作义大女儿傅冬菊把有关傅作义的消息传出去。
由中国著名剧作家田汉参与创立的四维戏剧学校（中国戏曲学院前身），1948年分为两部分，其中一部分与傅作义军内所属的张家口戏校合并，由戏曲教育家李紫贵负责接管，改名“北平保安戏校“，时任河北省保安司令部参谋长的李英夫兼任校长。
1948年底参加与人民解放军平津战役总前委林彪、罗荣桓和聂荣臻为代表的和平谈判。
1949年1月，李英夫安排在北平广安门担任城防的河北省保安部队师长栾乐山开放城防区域，迎接解放军入城。后随同傅作义部队接受中国人民解放军和平改编，北平和平解放。
1949年至1950年初临时担任北平市公安局副局长，维持当地治安。
从1951年起担任中华人民共和国政治协商会议北京委员会第一届至第五届委员。
1950年代多次参与接待日本官方与民间访华代表团工作。
1968年被原北京市公安局军管会逮捕，监禁于秦城监狱，1973年释放。北京市公安局1979年3月24日出具证明“纯系冤狱，已复查平反，并已补发了被捕期间的工资”，承认他革命干部身份。
1983年至1988年担任中华人民共和国政治协商会议第六届委员。

## 逝世
1991年5月4日因病于北京中日友好医院逝世，骨灰撒在北京西郊万花山（香山）。

## 文献著作
- 《我所知道的郭松龄将军》（《沈阳文史资料》第三辑1982年）
- 《郭松龄将军选送留学日本陆军士官学校学生的情况》（《沈阳文史资料》第五辑1984年）
- 《略述郭松龄与张学良的关系》（《沈阳文史资料》第十六辑 辽宁人民出版社1986年版）
- 《傅作义对西安事变的态度》与刘鸣九、胡颐令合著
- 《苏开元在傅作义部的革命活动》
- 《百年中国记忆：回忆张学良和东北军 东北国民军的反奉经过》（ 编者：全国政协文史和学习委员会 中国文史出版社 2017年1月1日）